# Gestion des ressources humaines
Pour les articles homonymes, voir RH, GRH, HCM, Ressources humaines et Human Resource (homonymie).
 (avril 2019).
Si vous disposez d'ouvrages ou d'articles de référence ou si vous connaissez des sites web de qualité traitant du thème abordé ici, merci de compléter l'article en donnant les références utiles à sa vérifiabilité et en les liant à la section « Notes et références ».
La gestion des ressources humaines (GRH), parfois appelée gestion du capital humain, désigne l'ensemble des pratiques mises en œuvre pour administrer, mobiliser et développer les ressources humaines impliquées dans l'activité d'une organisation.
Ces ressources humaines sont l'ensemble des salariés de tous statuts (ouvriers, employés, cadres) faisant partie de l'organisation, mais aussi – et de plus en plus – liés à elle par des rapports de sujétion (ainsi, les prestataires extérieurs, ou sous-traitants, sont considérés comme faisant partie de fait du périmètre des ressources humaines de l'entreprise). 
Dans un premier temps, cette fonction est envisagée sous un angle opérationnel. Il s'agit d'administrer un personnel qui peut être numériquement important et réparti en différents niveaux de hiérarchie ou de qualification (gestion de la paie, droit du travail, contrat de travail, etc.).
Dans un second temps, la fonction acquiert une dimension plus fonctionnelle. Il s'agit d'améliorer la communication transversale entre services et processus, et de favoriser un développement des salariés à l'intérieur de l'entreprise (gestion des carrières, gestion prévisionnelle des emplois et des compétences ou (GPEC), recrutement (sélection), formation, etc.).

## Enjeux
La gestion des ressources humaines intervient à tous les stades de la vie des salariés dans l'entreprise, dont leur entrée et leur départ. Elle se décline ainsi en de multiples tâches : définition des postes, recrutement, gestion des carrières, formation, gestion de la paie et des rémunérations, évaluation des performances, gestion des conflits, relations sociales et syndicales, motivation et l'implication du personnel, communication, les conditions de travail, sélection, et équité (justice distributive, interactive, etc.).
Afin de valoriser les compétences, la motivation, l'information et l'organisation, il est possible de donner toute l'attention nécessaire à certains outils de gestion :
- le recrutement: En évaluant les compétences et la motivation lors du recrutement, on s'assure d'avoir un personnel adéquat en nombre et en qualification ;
- la formation et le coaching: Afin d'améliorer le niveau de compétence des salariés, mais aussi pour améliorer leur motivation ;
- la motivation: Positive (récompense : félicitation, prime, promotion, formation…), et négative (sanction : réprimandes, réduction ou suppression d'une prime, rétrogradation, voire licenciement).

### Motivation
La motivation positive et la motivation négative ont chacune leur efficacité. La sanction peut être démotivante pour l'intéressé. Mais il faut relativiser cette crainte car elle fait appel au principe de responsabilité et d'exemplarité. Elle renvoie aussi l'individu au groupe. Ce dernier peut mal vivre des comportements non sanctionnés quand ils sont hors jeu. C’est peut être un facteur de démotivation quand une absence de sanction traduit de fait un déséquilibre entre celui qui se dévoue et celui qui ne fait rien. Le souci d'équité doit guider l'administrateur. De ce point de vue, la gestion des ressources humaines doit intégrer aussi dans sa pratique administrative, la notion de groupe ou d'équipe : par la communication et la transparence. Il est essentiel que le salarié ait les informations nécessaires à l'accomplissement de sa tâche, et ait une idée précise de l'évolution et des objectifs de l'entreprise elle-même, et de son environnement. De nos jours, l'abondance d'informations a rendu nécessaire la mise en place de systèmes de gestion de l'information, comme les systèmes de gestion des connaissances ; par la planification et le contrôle de l'avancement des tâches. L'optimisation de l'organisation, c'est-à-dire l'ordonnancement des tâches et leur affectation aux personnes les plus compétentes disponibles, permet d'améliorer l'efficacité d'exécution ; par l'administration du personnel. Il est coutumier de dire qu'une bonne gestion des ressources humaines se traduit en premier lieu par une administration fiable du personnel. En l'occurrence, il s'agit de sécuriser son effectif en assurant un paiement rigoureux des salaires et des primes, en suivant la gestion des présences et des absences, des heures supplémentaires, en planifiant les congés, en organisant les remplacements, etc.
Ce point est essentiel, car il caractérise une part des obligations contractuelles (statutaires pour un fonctionnaire) d'une entreprise (d'un service public) envers son salarié. Lorsque l'entreprise traverse une crise, le rôle des ressources humaines est primordial. Une crise, même financière, naît souvent d'une erreur humaine. C'est le devoir des responsables des ressources humaines de mettre en place un projet de redressement et ceci passe par la nomination et le suivi d'une équipe d'intervention efficace. De l'identification à la sortie de crise, la gestion des ressources humaines est la véritable clé dont l'avenir de la structure peut dépendre.

### Gestion des coûts
Un enjeu de la gestion des ressources humaines est la gestion des coûts, par exemple ceux liés à la rotation du personnel ou à l'absentéisme.

## Mission
La notion d'entreprise vue comme étant un « corps social » est intronisée et développée au début du XXe siècle, entre autres par des gestionnaires praticiens comme en France Henri Fayol. Dans cette perspective, la gestion des ressources humaines correspond à une véritable fonction de l'entreprise.
Les directions des ressources humaines assurent leurs missions et fonctions en collaboration avec les autres directions et les responsables de terrain dans une logique d'objectifs fixés par l'entreprise, l'association ou l'administration. C'est ainsi que la gestion des ressources humaines est considérée - dans certaines organisations - comme coresponsable de domaines comme la production ou la gestion de la qualité.
Il est possible d'identifier de nombreuses tâches pour cette fonction qui sont :
- l’administration du personnel (c’est sous cet aspect que la fonction commence à exister et à être perçue dans l’entreprise) :
  - l’enregistrement, le suivi et le contrôle des données individuelles, et collectives du personnel de l’entreprise ;
  - l’application des dispositions légales et réglementaires dans l’entreprise ;
  - la préparation des commissions et des réunions ;
  - le maintien de l’ordre et du contrôle et les travaux de pointage.
- la gestion au sens large (cette expression recouvre trois domaines) :
  - l’acquisition des ressources humaines : par la gestion de l’emploi, programmes de recrutement, plans de carrières, mutations et promotion, analyse des postes et l’évaluation des personnes ;
  - la gestion des rémunérations : par l’analyse et l’évolution des postes, grille de salaires, politique de rémunération, intéressement et participation ;
  - la gestion de la formation : par la détection des besoins, l’élaboration des plans de formation, la mise en œuvre des actions de formation et l’évaluation des résultats.
- la communication, l’information : Les tâches de la direction des ressources humaines en cette matière sont :
  - La définition des publications orientées vers l'extérieur et la conception des messages,
  - La conception du bilan social de l’entreprise (s'avérant être une obligation annuelle pour les organisations ayant plus de 300 salariés),
  - La gestion des moyens de communication : journal d’entreprise, affichage, audio-visuel, réunions systématiques ;
- l’amélioration des conditions de travail. En cette matière les principaux thèmes sont :
  - l’hygiène et la sécurité au travail et dans les trajets,
  - l'ergonomie des conditions de travail,
  - la prévention des risques psychosociaux et des maladies professionnelles.
  - la qualité de vie au travail.

La GRH nécessite la mobilisation de connaissances et expertises variées : gestion, économie, droit, sociologie, psychologie…

## Approches
Il est possible de distinguer les approches théoriques suivantes :

### Cycle de vie du contrat de travail
L'approche la plus fréquemment rencontrée réside dans l'approche de la gestion des ressources humaines au fur et à mesure des grandes phases du cycle de vie du contrat de travail. Ceci permet d'aborder la relation de l'organisation avec son salarié du recrutement à son départ de l'entreprise (retraite, licenciement, démission…). Elle doit nécessairement être complétée par une vision collective au travers de processus que sont les relations sociales et syndicales, les systèmes d'information, le contrôle de gestion sociale…

### Manager RH
Une autre approche reprise dans l'ouvrage Manager RH retient pour les ressources humaines quatre missions essentielles qui sont :
- Construire l’organisation : ce que l’on appelle le « marché du travail » sur lequel se déterminent les salaires ne ressemble pas à un marché boursier. Son fonctionnement est, en partie, « interne » à l’entreprise et dépend des procédures et de l’architecture (division verticale et horizontale du travail) construites par le responsable RH ;
- Mobiliser l’organisation : il ne suffit pas que les salariés possèdent les compétences requises. Encore faut-il qu’ils veuillent les utiliser. Cette volonté sera en fonction de ce que leur offrira l’entreprise : une rémunération (globale), des conditions de travail, des perspectives d’évolution, autant d’aspects qu’il appartient au responsable RH de mettre en forme ;
- Doter l’organisation des compétences requises : les compétences d’aujourd’hui seront ainsi obsolètes demain. Le recrutement, la formation, la gestion prévisionnelle des emplois et des compétences sont autant de moyens utilisables pour réaliser la transformation nécessaire des qualifications ;
- Réguler l’organisation : les dysfonctionnements constituent le mode normal de fonctionnement des organisations que le responsable RH doit cependant maîtriser pour éviter que leur expression ne menace la survie de l’entreprise. Il doit aussi en contrôler les effets externes sur le système social, c’est-à-dire assumer ce qu’on considère être la « responsabilité sociale » de l’entreprise.

### Human Resource Champions
Les ressources humaines auraient quatre missions essentielles d'après l'ouvrage Human Resource Champions :
- être le partenaire de la stratégie de l'entreprise au quotidien (le DRH en tant que business partner) ;
- gérer et accompagner le changement (le DRH « maître d'œuvre » des politiques de formation, de développement des compétences) ;
- administrer le quotidien (le DRH « gestionnaire » : payer, administrer, répondre aux obligations légales, etc.) ;
- assister les salariés (le DRH « coach »).

## Évaluation
L’évaluation de la gestion des ressources humaines est un processus crucial dans l’évaluation du plan d’action d’une organisation. Elle peut se faire à partir de critères établis ou bien de résultats enregistrés après une mise en œuvre de stratégies de ressources humaines dans une organisation. L'évaluation de la gestion permet une révision complète des politiques du capital humain au sein d’une organisation et un ajustement de son plan d’action.
Il est important et souvent très nécessaire d’évaluer méthodiquement les politiques ainsi que les pratiques de gestion des ressources humaines. Pour obtenir le succès prévu, il serait impératif de faire une bonne évaluation qui permet une amélioration constante. Cette étape est en quelque sorte une évaluation qui détermine la performance organisationnelle. Ainsi, elle peut soit être forte ou faible. Dans le cas où cette dernière se trouve à être faible, il faut ressortir tous les points négatifs de la fonction des ressources humaines et par la suite déterminer la source de ces problèmes. Ils peuvent être perçus dans la mise en œuvre des politiques de gestion ou dans le plan lui-même. Si le problème provient de l’application des politiques de ressources humaine, les gestionnaires auront tendance à s’opposer aux changements dans leurs plans stratégiques. De plus, les employés peuvent aussi avoir cette attitude envers les changements soudains, car ceci aura tendance à leur donner des nouvelles responsabilités. Pour éviter les conflits, il est important d’avoir des évaluations régulières afin d’appliquer les changements d’une façon constante, car une application soudaine des changements cause des conflits. « L’un des obstacles majeurs à franchir, autant pour les responsables que pour la Direction RH, est l’indifférence des systèmes actuels RH quant aux missions et projets de plus en plus transversaux. Ainsi, la participation des techniciens d’un laboratoire à une mission transversale va dégrader leur ratio de productivité au sein de leur unité de production. Et il en sera de même pour tous les autres membres des équipes transversales, qu’ils soient des services marketing, juridique, informatique, recherche… ».
Des cas de pratiques de forced ranking, ou sous-notation forcée, dans certaines entreprises sont progressivement dévoilés. Il s'agit de sous-évaluer un salarié pour remplir des quotas de mauvais salariés et pouvoir les licencier pour insuffisance professionnelle, tels les cas rapportés chez Sanofi ou dans le secteur de l'automobile.

### Entretien
Le but d’un entretien d'évaluation et de développement est d’identifier les écarts entre les compétences dont dispose un salarié et les exigences du poste qu’il occupe (telles que définies par son cahier des charges), afin de déterminer les objectifs de développement prioritaires. Cette évaluation peut avoir lieu dans le cadre de l’entretien annuel d’évaluation, ou faire l’objet d’un entretien spécifique.

### Révision et repositionnement
Afin de faire une évaluation adéquate de la gestion des ressources humaines, il suffit de faire la comparaison entre les objectifs fixés et les résultats finaux à l’aide des critères d’évaluation et de correction. Ces critères doivent refléter les résultats escomptés, dont il s’agit de mesurer la pertinence des actions entreprises pour atteindre les objectifs fixés en tenant compte des divers partenaires de l’organisation. Enfin le résultat des évaluations doit apporter des mesures correctives qui vont améliorer et repositionner les politiques de gestions des ressources humaines d’une organisation afin qu’elle soit performante dans son environnement interne et externe.

### Apport des solutions informatiques
L’évaluation de la performance des ressources humaines passe par un travail organisationnel de définition des indicateurs de performance individuelle et de coordination en vue de l’utilisation de ces indicateurs. Le recours à des solutions logicielles permet de faciliter l’accès à de nombreux indicateurs sur la gestion des talents et de mettre en lumière la performance des salariés clés de l’entreprise. On peut citer notamment le recours fréquent aux SIRH. Une étude indépendante ayant analysé la question a ainsi montré que les entreprises et administrations françaises ont recours à trois expertises différentes liées à l’utilisation de logiciels dans l’évaluation de la performance de la fonction ressources humaines : le conseil, l’externalisation et le décisionnel.
Si les solutions de gestion des talents et d’évaluation de la performance RH sont historiquement apparues sur les marchés par l’intermédiaire de spécialistes d’un des trois domaines d’expertise, des solutions généralistes apparaissent également. Il existe de très nombreuses solutions informatiques, appelées SIRH, internalisables ou en SaaS qui permettent la gestion des ressources humaines :
- La gestion des compétences
- La gestion du planning
- La gestion de la paie
- La gestion de la formation
- La gestion du recrutement
- La gestion des risques professionnels

#### La numérisation du processus des ressources humaines
La fonction des Ressources Humaines n'échappe pas aux processus de numérisation. En quelques années, l'évolution des nouvelles technologies a poussé les entreprises à évoluer. Le domaine des ressources humaines est aujourd'hui particulièrement concerné par ce phénomène.
Cette numérisation consiste en l'utilisation des nouvelles technologies et des NTIC (Nouvelles Technologies de l’Information et de la Communication) afin de rendre plus efficace l'ensemble des fonctions des ressources humaines. La numérisation est aujourd'hui un moyen d'optimiser la gestion du service RH via la réduction de tâches chronophages. On entend par là les nombreux documents (papiers) associés au service des ressources humaines. La dématérialisation de ces documents s'impose donc de manière logique dans les processus RH purement administratifs (paie, congés, absences…).
Les fonctions des Ressources Humaines les plus concernées par la numérisation sont :
- Le recrutement : Le recrutement traditionnel fait place aujourd'hui à de nouveaux procédés. On parle aujourd'hui de recrutement en ligne, c'est-à-dire de recrutement qui utilise un ensemble d'outils informatique (Smartphones, visioconférence, salons virtuels…) mais également de recrutement 2.0, c'est-à-dire un recrutement qui utilise les outils internet (Candidature sur des sites, vivier numérique…).
- La gestion de la paie : L'utilisation des différents logiciels de paie permet aujourd'hui aux services RH de se concentrer sur des tâches plus « sociales », comme le management, le climat social ou le bien-être des salariés.
- La formation : Le domaine de la formation est une fonction qui est réellement concernée par le numérique. Même si la formation en présence reste une valeur sûre pour la formation des salariés (avec la formation continue notamment), de nouvelles méthodes prennent une place de plus en plus importante. En plus de la formation en ligne et des MOOC (Massive Open Online Courses ou cours en ligne ouverts et massifs), on trouve aujourd'hui de nouvelles formes de formation comme le Blended learning[12] (on désigne par le terme de blended-learning, la formation dispensée selon plusieurs modalités d’apprentissage cumulatives : en présence, à distance asynchrone et à distance synchrone), les classes virtuelles, les « serious games », les plateformes d'engagement... Ces nouvelles formations ont un coût bien plus faible que les formations traditionnelles.

## Critiques
Les collaborateurs des Ressources humaines sont souvent mal vus de la part des salariés, selon différentes enquêtes et sondages. Ainsi, selon un grand sondage réalisé en France en 2017, 79% des collaboratrices et 77% des collaborateurs français se montrent insatisfaits de la politique RH menée par leur employeur. 
Les griefs qui reviennent le plus souvent sont la tendance des RH à couvrir les abus au sein d'une entreprise, ou à traiter les problèmes de façon complètement déshumanisée.

## Métiers
| Fonctions                                             | Métiers |
| ----------------------------------------------------- | --- |
| Direction et stratégie                                | - Directeur des ressources humaines - Responsable ressources humaines |
| Gestion de l'emploi, des carrières et des compétences | - Responsable de développement RH - Responsable gestion des compétences - Gestionnaire des carrières et mobilités - Gestionnaire Ressources humaines - Chargé des Ressources humaines - Assistant Ressources humaines |
| Relations sociales                                    | - Responsable des relations sociales - Responsable diversité - Juriste en droit social - Avocat spécialisé - Chargé de mission handicap                                                                               |
| Administration du personnel                           | - Responsable de l’administration du personnel - Responsable paie - Gestionnaire de paie - Gestionnaire administration du personnel                                                                                   |
| Recrutement                                           | - Responsable recrutement - Responsable relation écoles et universités - Chargé de recrutement - Chargé de recherche - Consultant approche directe - Replacement                                                      |
| Formation                                             | - Responsable formation - Chargé de formation |
| Rémunération                                          | - Responsable compensation et avantage - Responsable paie et rémunérations - Analyste masse salariale - Chargé d'études rémunérations                                                                                 |
| Systèmes d'information RH                             | - Responsable des systèmes d’information RH - Chargé d'administration SIRH et système de paie - Responsable e-RH - Responsable de l'intranet RH - Consultant spécialisé SIRH                                          |
| Conduite du changement                                | - Consultant |
| Communication                                         | - Responsable communication interne |
| Gestion des ressources humaines internationales       | - DRH Global - Responsables des expatriés - Gestionnaire de la mobilité internationale |
| Contrôle de gestion sociale                           | - Responsables des études ou des rapports sociaux - Chargés d'études |
| Autres                                                | - Études et tableaux de bord RH - Ergonome - Auditeur social - Consultant en marketing social - Entraîneur |

## Associations professionnelles
Les professionnels des ressources humaines peuvent être membres d'associations.
En France, on trouve par exemple l'ANDRH (Association Nationale des Directeurs de Ressources Humaines). Des associations de jeunes professionnelles permettent également de se tenir régulièrement informés Au niveau Européen, on trouve l'EAPM (European Association for People Management). Au Québec, le CRHA (Ordre des Conseillers en Ressources Humaines Agréés).